# Walter Seltzer
Walter Seltzer (* 7. November 1914 in Philadelphia, Pennsylvania, Vereinigte Staaten; † 18. Februar 2011 in Woodland Hills, Los Angeles, Kalifornien, Vereinigte Staaten) war ein US-amerikanischer Filmproduzent und Publizist.

## Leben
Walter Seltzer besuchte von 1932 bis 1934 die University of Pennsylvania. Im Jahr 1935 kam er nach Hollywood, wo er einen Job beim Fox West Coast Theater bekam. Während des Zweiten Weltkriegs diente er für vier Jahre bei den US-Marines.
Seltzer arbeitete als Publizist und erledigte die Pressearbeit für Filme wie Marty oder Meuterei auf der Bounty, und als Teil des MGM Publicity Teams versorgte er die Klatschkolumnisten mit Geschichten über Stars wie Greta Garbo, Clark Gable und Joan Crawford.
In den 1960er und 1970er Jahren produzierte er Filme für Marlon Brandos Pennebaker Productions und für die Produktionsfirma seines Freundes Charlton Heston, darunter Jahr 2022... die überleben wollen (Soylent Green), eine der ersten Öko-Dystopien, mit Charlton Heston und Edward G. Robinson in den Hauptrollen, oder den Science-Fiction-Film Der Omega-Mann, ebenfalls mit Charlton Heston in der Hauptrolle.
Seltzer ging Ende der 1970er Jahre in den Ruhestand und beschränkte sein weiteres Schaffen auf die Filmförderung. Er saß im Kuratorium der Filmförderungsorganisation Motion Picture & Television Fund (MPTF) und wurde von dieser 1986 mit der Silbernen Medaille für humanitäre Leistungen ausgezeichnet.
Die letzten drei Jahre seines Lebens verbrachte Walter Seltzer im Altersheim der Motion Picture & Television Fund in Woodland Hills, in der er im Alter von 96 Jahren, am 18. Februar 2011, an einer Lungenentzündung verstarb.

## Filmografie

### Produzent
- 1959: Ein Händedruck des Teufels (Shake Hands with the Devil) ... „Ausführender Produzent“
- 1961: Der Besessene (One-Eyed Jacks) ... „Ausführender Produzent“
- 1961: Ein Mann geht seinen Weg (The Naked Edge)
- 1961: Paris Blues (Paris Blues) ... „Ausführender Produzent“
- 1963: Plädoyer für einen Mörder (Man in the Middle)
- 1965: Die Normannen kommen (The War Lord)
- 1966: Drei Fremdenlegionäre (Beau Geste)
- 1968: Der Verwegene (Will Penny)
- 1969: Number One
- 1970: McGee, der Tiger (Darker Than Amber)
- 1971: Der Omega-Mann (The Omega Man)
- 1972: Endstation Hölle (Skyjacked)
- 1973: …Jahr 2022… die überleben wollen (Soylent Green)
- 1974: The Cay (Fernsehfilm)
- 1976: Der Letzte der harten Männer (The Last Hard Men)

### Weitere Auftritte
- 1981: This Is Your Life: 30th Anniversary Special (Fernsehsendung) ... als er selbst
- 1995: Charlton Heston: For All Seasons (Fernsehsendung) ... als er selbst